# Hôtel de préfecture de la Haute-Vienne
L'hôtel de préfecture de la Haute-Vienne est un bâtiment situé à Limoges, en France. Il sert de préfecture au département de la Haute-Vienne.

## Localisation
L'édifice est situé dans le département français de la Haute-Vienne, sur la commune de Limoges, rue Daniel-Lamazière et avenue de la Libération.

## Historique
Le bâtiment est construit entre 1903 et 1904 sur les plans de l'architecte Jules Godefroy. La verrière est l'œuvre d'Albert Gsell, et le triptyque peint est signé Jean Teilliet.
La préfecture est partiellement inscrite au titre des monuments historiques en plusieurs étapes :
- le 15 janvier 1975 : les façades et toitures ;
- le 1er février 1989 : la salle des fêtes, le petit salon, le salon des Maréchaux, la verrière et le bureau du préfet ;
- le 26 avril 1999 : la salle des délibérations du conseil général.